# Carlos Gutiérrez Lozano
Carlos Gutiérrez Lozano (Tegucigalpa, Honduras, 1818 - San Sebastián, España, 1892) fue un diplomático hondureño en Europa.

## Biografía
Carlos Arnulfo Gutiérrez Lozano, nació en Tegucigalpa, en la república de Honduras en 1818; falleció en la ciudad de San Sebastián, en España, en el año de 1892). Era hijo del Coronel José María Gutiérrez Osejo y de Margarita Lozano. Fue hermano del general Enrique Gutiérrez Lozano. Casado que fue con la dama Raquel Lardizabal, con quien procrearía a: Emma Gutiérrez Lardizabal que sería esposa del doctor Policarpo Bonilla y Raquel Gutiérrez Lardizabal. 
Graduado de Licenciado en Derecho por la Universidad de Boston, Carlos Gutiérrez Lozano y amigo cercano de Francisco Morazán trabajo desde 1848 para el gobierno hondureño y en los países de Centroamérica, seguidamente en 1858 fue nombrado Secretario de la Delegación de Honduras en Washington D. C. capital de los Estados Unidos de América y en 1860 fue nombrado como Ministro en Europa.

## Representante deCosta Rica
En 1870 el gobierno costarricense contrato a Carlos Gutiérrez Lozano como representante diplomático de ese país ante los reinos de Europa (Gran Bretaña, Francia, Bélgica y España).

## Ministro Plenipotencial de Honduras
Viajó a Inglaterra siendo Ministro de Relaciones Exteriores y representando al gobierno del General José María Medina, consiguió un empréstito para la creación del Ferrocarril Nacional de Honduras.
El 9 de julio de 1861, Carlos Gutiérrez viajó a la Santa Sede para reunirse con el Cardenal Giacomo Antonelli actuando en calidad de Secretario de Estado y representante del papa Pio IX, en su encuentro firmaron un "Acto de Concordato" debido a los hechos ocurridos en Honduras, durante La Guerra de los Padres, levantar la excomunión al presidente General Brigadier José Santos Guardiola; asimismo solicitar el nombramiento de un nuevo Obispo para la Diócesis de Honduras y mantener los lazos diplomáticos entre los estados.
En 1873 fue enviado a Madrid a mostrar a la I República española el reconocimiento de los gobiernos de Costa Rica y Guatemala. 
En 1878 publicó Fray Bartolomé de las Casas. Sus tiempos y su apostolado, con prólogo del expresidente español Emilio Castelar.
Fue nuevamente nombrado ministro especial de Honduras, ante la Santa Sede en 1886.

## Ancestros
| \| \| \| \| \| \| \| \| \| \| \| \| \| \| \| \| \| \| \| \| 4. Simón Gutiérrez España \| \| \| \| \| \| \| \| \| \| \| \| \| \| \| \| \| \| \| \| \| \| \| \| \| \| \| \| \| \| \| \| \| \| \| \| \| \| \| \| \| \| \| \| \| \| \| \| \| \| \| \| \| \| 2. José María Gutiérrez Osejo \| \| \| \| \| \| \| \| \| \| \| \| \| \| \| \| \| \| \| \| \| \| \| \| \| \| \| \| \| \| \| \| \| \| \| \| \| \| \| \| \| \| \| \| \| \| \| \| \| \| \| \| \| \| 1. Carlos Gutiérrez Lozano \| \| \| \| \| \| \| \| \| \| \| \| \| \| \| \| \| \| \| \| \| \| \| \| \| \| \| \| \| \| \| \| \| \| \| \| \| \| \| \| \| \| \| \| \| \| \| \| \| \| \| \| \| \| 3. Margarita Lozano \| \| \| \| \| \| \| \| \| \| \| \| \| \| \| \| \| \| \| \| \| \| \| \| \| \| \| \| \| \| \| \| \| \| \| \| \| \| \| \| \| \| \| \| \| \| \| \| \| \| \| \| |                               |  |  |  |  |  |  |  |  |  |  |  |  |  |  |  |
| |                               |  |  |  |  |  |  |  |  |  |  |  |  |  |  |  |
| | 4. Simón Gutiérrez España     |  |  |  |  |  |  |  |  |  |  |  |  |  |  |  |
| |                               |  |  |  |  |  |  |  |  |  |  |  |  |  |  |  |
| |                               |  |  |  |  |  |  |  |  |  |  |  |  |  |  |  |
| | 2. José María Gutiérrez Osejo |  |  |  |  |  |  |  |  |  |  |  |  |  |  |  |
| |                               |  |  |  |  |  |  |  |  |  |  |  |  |  |  |  |
| |                               |  |  |  |  |  |  |  |  |  |  |  |  |  |  |  |
| | 1. Carlos Gutiérrez Lozano    |  |  |  |  |  |  |  |  |  |  |  |  |  |  |  |
| |                               |  |  |  |  |  |  |  |  |  |  |  |  |  |  |  |
| |                               |  |  |  |  |  |  |  |  |  |  |  |  |  |  |  |
| | 3. Margarita Lozano           |  |  |  |  |  |  |  |  |  |  |  |  |  |  |  |
| |                               |  |  |  |  |  |  |  |  |  |  |  |  |  |  |  |
| |                               |  |  |  |  |  |  |  |  |  |  |  |  |  |  |  |